# Coleophora palliipennella
Coleophora palliipennella é uma espécie de mariposa do gênero Coleophora pertencente à família Coleophoridae.